# OEL manga
OEL manga (z anglického original English-language manga), někdy také amerimanga, je označení pro komiks inspirovaný stylem japonských komiksů, jenž byl původně vydán v angličtině. Mezi obecnější termíny pro nejaponské komiksy, které byly inspirovány stylem japonských mang, ovšem neimplikují jako původní jazyk díla nutně angličtinu, patří western manga, world manga, global manga, MIC (z anglického manga-influenced comics), neo-manga nebo nissei comi.

Mezi OEL mangy vydané v Česku patří například mangy z edice Manga Shakespeare nakladatelství Albatros/CooBoo (Romeo a Julie, Richard III., Hamlet, Sen noci svatojánské) a Noční škola Svetlany Chmakové, jejíž první díl vydalo nakladatelství Zoner Press.

## Seznam OEL mang vydaných v Česku
| Český název          | Původní název                | Scénář              | Kresba            | Vydání v ČR | Počet dílů | Vydavatel   | Překladatel   | Zdroje |
| -------------------- | ---------------------------- | ------------------- | ----------------- | ----------- | ---------- | ----------- | ------------- | ------ |
| Romeo a Julie        | Romeo and Juliet             | Richard Appignanesi | Sonia Leong       | 2009        | 1          | Albatros    | Martin Hilský | [ 7 ]  |
| Richard III.         | Richard III                  | Richard Appignanesi | Patrick Warren    | 2009        | 1          | Albatros    | Martin Hilský | [ 8 ]  |
| Hamlet               | Hamlet                       | Richard Appignanesi | Emma Vieceli      | 2010        | 1          | CooBoo      | Martin Hilský | [ 9 ]  |
| Sen noci svatojánské | A Midsummer Night's Dream    | Richard Appignanesi | Kate Brown        | 2010        | 1          | CooBoo      | Martin Hilský | [ 10 ] |
| Noční škola          | Nightschool: The Weirn Books | Svetlana Chmakova   | Svetlana Chmakova | 2011        | 1 3        | Zoner Press | Jan Horgoš    | [ 11 ] |